# 快扣
快扣（Fastenal Company）是一家美国工业和坚固件经销商，也提供存货管理和工具修复等服务。该公司创立于1967年，次年正式注册。21世纪初将业务拓展到北美其他国家及亚洲地区（新加坡、马来西亚、中国上海）。